# Templo de Diana Aventina
El templo de Diana Aventina (en latín: Aedes Dianae Aventinae /Aedes Dianae Cornificianae) es uno de los templos más antiguos de la Antigua Roma, dedicado a la diosa Diana y situado en el monte Aventino. 

## Ubicación
El templo se construyó en el Aventino, la colina llamada collis Dianae. Se encontraba cerca de las Thermae Suranae, justo al oeste de la actual iglesia de Santa Prisca, junto al clivus Publicius. Cerca de allí hay un templo dedicado a Minerva que data del siglo III a. C..

## Función
Según la tradición, el rey Servio Tulio reunió a los representantes de las distintas ciudades latinas cercanas a Roma y los convenció para que ordenaran la construcción de un santuario común dedicado a Diana (commune Latinorum Dianae templuma ), siguiendo el modelo de lo que representaba el templo de Artemisa en Éfeso para las ciudades jónicas1. Es posible que el templo sustituyera al santuario de Diana Aricina como santuario federal de los latinos, pero es más probable que fuera el santuario de Aricina el que, de hecho, se inspirara en el templo romano.
En la cella del templo se conservan una estela de bronce en la que está grabado el texto del tratado concluido por Espurio Casio con los latinos, el foedus Cassianum y una placa de bronce en la que aparece el texto de la lex Icilia.
Las fórmulas rituales y las normas de culto establecidas en el momento de la dedicación del templo de Diana y que conforman una lex arae Dianae se utilizaron a menudo como fuente de inspiración para las posteriores dedicaciones de los templos romanos o latinos.

## Historia
El templo fue construido en el siglo VI a. C. durante el reinado de Servio Tulio. Se dedicó el 13 de agosto. La fecha de su construcción se ha cuestionado a menudo y sigue siendo fuente de debates.
Fue reconstruido después del año 36 a. C., durante el reinado de Augusto, por Lucio Cornificio y rebautizado como aedes Dianae Cornificianae. El templo seguía en pie en el siglo IV, pero en la actualidad no quedan restos.

## Descripción
Según la Forma Urbis, que recoge el aspecto del templo tras su reconstrucción por Lucio Cornificio, se trata de un templo de influencia griega, octóstilo, períptero y díptero, es decir, con ocho columnas en la fachada, dos filas de columnas en los laterales y una columnata que rodea todo el templo. Se encuentra en el centro de un patio delimitado por un pórtico con doble columnata. Según Censorino, el templo contenía el calendario solar más antiguo de Roma, una estatua de madera parecida a la de Diana de Éfeso y una estatua de mármol.